# Jan Komasa
Jan Tadeusz Komasa (Poznań, 28 de outubro de 1981) é um cineasta, roteirista e produtor cinematográfico polonês. Como reconhecimento, foi indicado ao Oscar 2020 na categoria de Melhor Filme Internacional por Boże Ciało (2019).